# Thomas Clamor

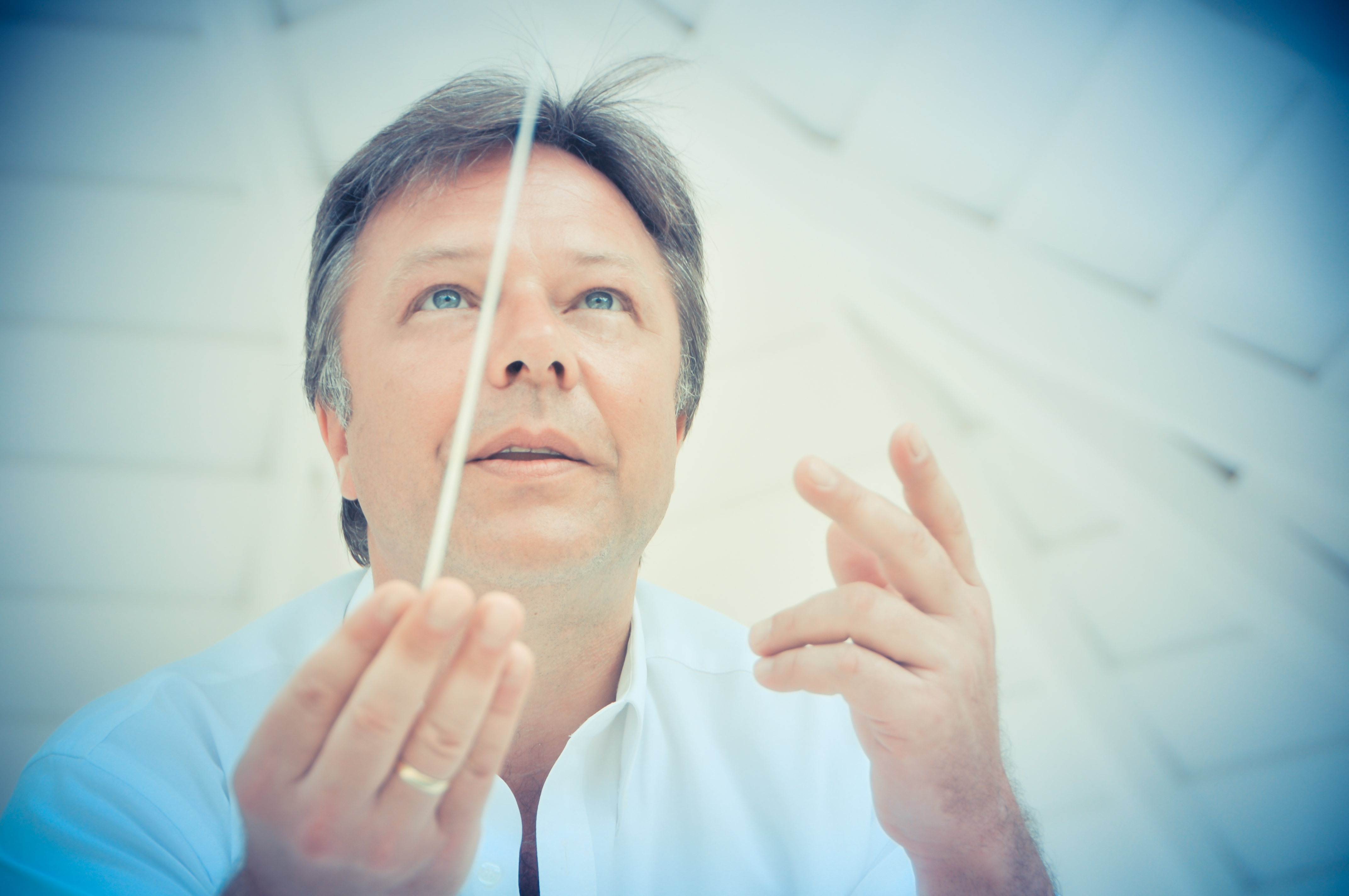
Thomas Clamor (2012)

Thomas Clamor (* 1963 in Minden, Westfalen) ist ein deutscher Dirigent.

## Leben
Thomas Clamor studierte Trompete und Schlagwerk an der Hochschule für Musik Detmold. 1986 engagierte Herbert von Karajan den erst 23 Jahre alten Trompeter als damals jüngstes Mitglied der Berliner Philharmoniker. Zum Ende der Spielzeit 2009/2010 beendete er seine Tätigkeit im Orchester und wurde 2011 Chefdirigent der Sächsischen Bläserphilharmonie und künstlerischer Leiter der Deutschen Bläserakademie. In dieser Funktion blieb er bis Ende 2020. Seit 2001 ist Thomas Clamor Professor h.c. der Musikhochschule Shanghai und unterrichtete in dieser Funktion an den Musikhochschulen Hanns Eisler in Berlin, Detmold und Weimar. Clamor ist Mitbegründer der ersten lateinamerikanischen Brass Akademie und Gründer des Venezuelan Brass Ensemble sowie des European Brass Ensemble mit Sitz im Kloster Stift Melk. Seit 2018 ist er künstlerischer Leiter des internationalen Brass-Festivals „Sauerland-Herbst“. Clamor dirigierte bei  bedeutenden Musikfestivals in Europa wie den Salzburger Festspielen, Lucerne Festival oder den London Proms in der Royal Albert Hall. Aus seiner dirigentischen Tätigkeit folgt eine große Anzahl von Rundfunk-, Fernseh-, CD- und DVD-Produktionen.

## Auszeichnung
2015 verlieh ihm der damalige Berliner Staatssekretär für Kultur, Tim Renner, im Auftrag von Bundespräsident Gauck das Bundesverdienstkreuz am Bande mit der Begründung: „Mit seiner künstlerischen Exzellenz leistet er nicht nur einen beeindruckenden kulturellen Beitrag, sondern engagiert sich auch beispielhaft national und international in der Bildung..“